# Petralia Sottana
Petralia Sottana is een gemeente in de Italiaanse provincie Palermo (regio Sicilië) en telt 3238 inwoners (31-12-2004). De oppervlakte bedraagt 178,0 km², de bevolkingsdichtheid is 18 inwoners per km².
De volgende frazioni maken deel uit van de gemeente: Piano Battaglia, Landro, Tudia, Recattivo.

## Demografie
Petralia Sottana telt ongeveer 1340 huishoudens. Het aantal inwoners daalde in de periode 1991-2001 met 12,2% volgens cijfers uit de tienjaarlijkse volkstellingen van ISTAT.
| Jaar | Inwoneraantal |
| ---- | ------------- |
| 1991 | 3770          |
| 2001 | 3311          |

## Geografie
De gemeente ligt op ongeveer 1000 m boven zeeniveau.
Petralia Sottana grenst aan de volgende gemeenten: Alimena, Blufi, Caltanissetta (CL), Castelbuono, Castellana Sicula, Geraci Siculo, Isnello, Marianopoli (CL), Petralia Soprana, Polizzi Generosa, Resuttano (CL), Santa Caterina Villarmosa (CL), Villalba (CL).

## Foto's

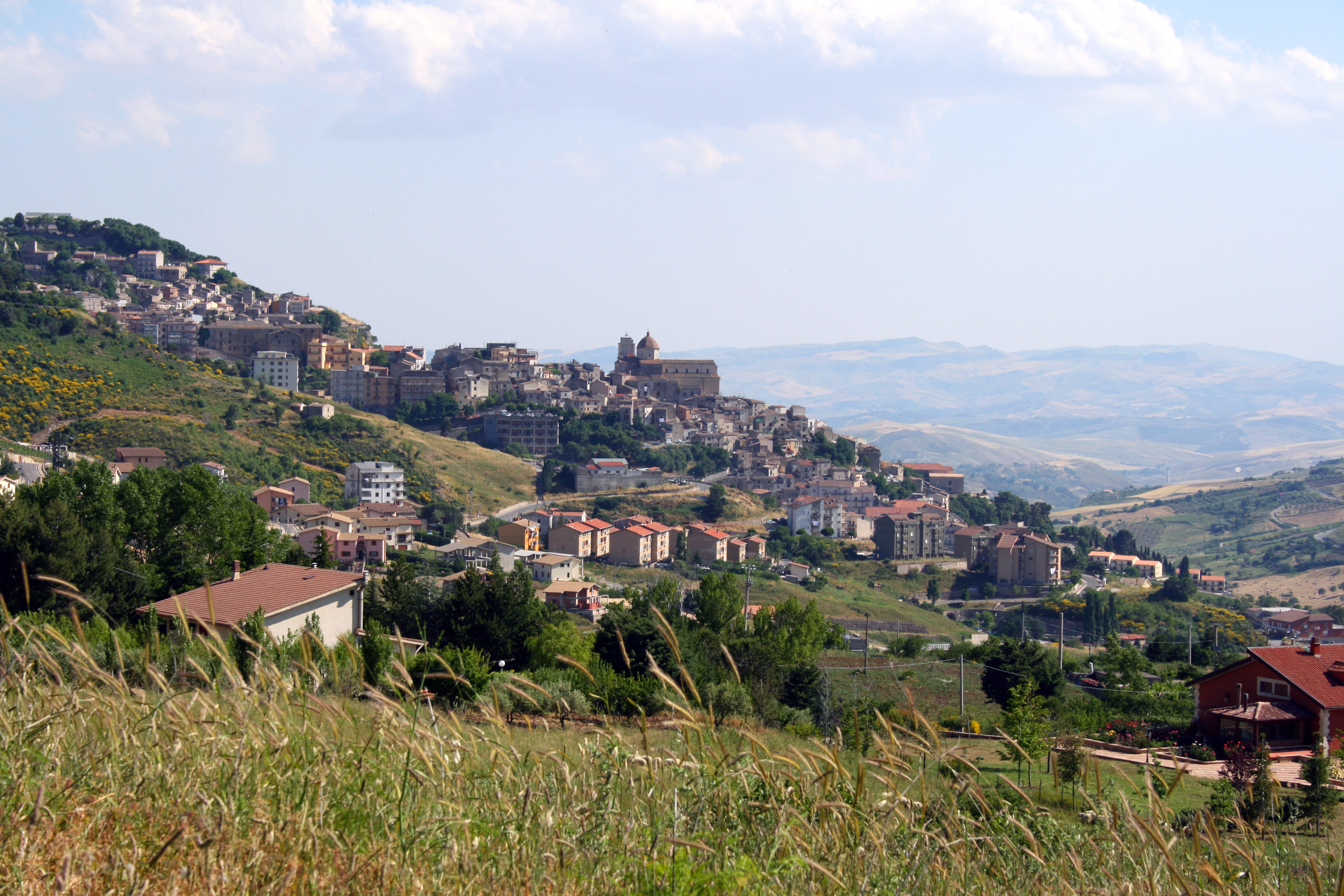
Petralia Sottana
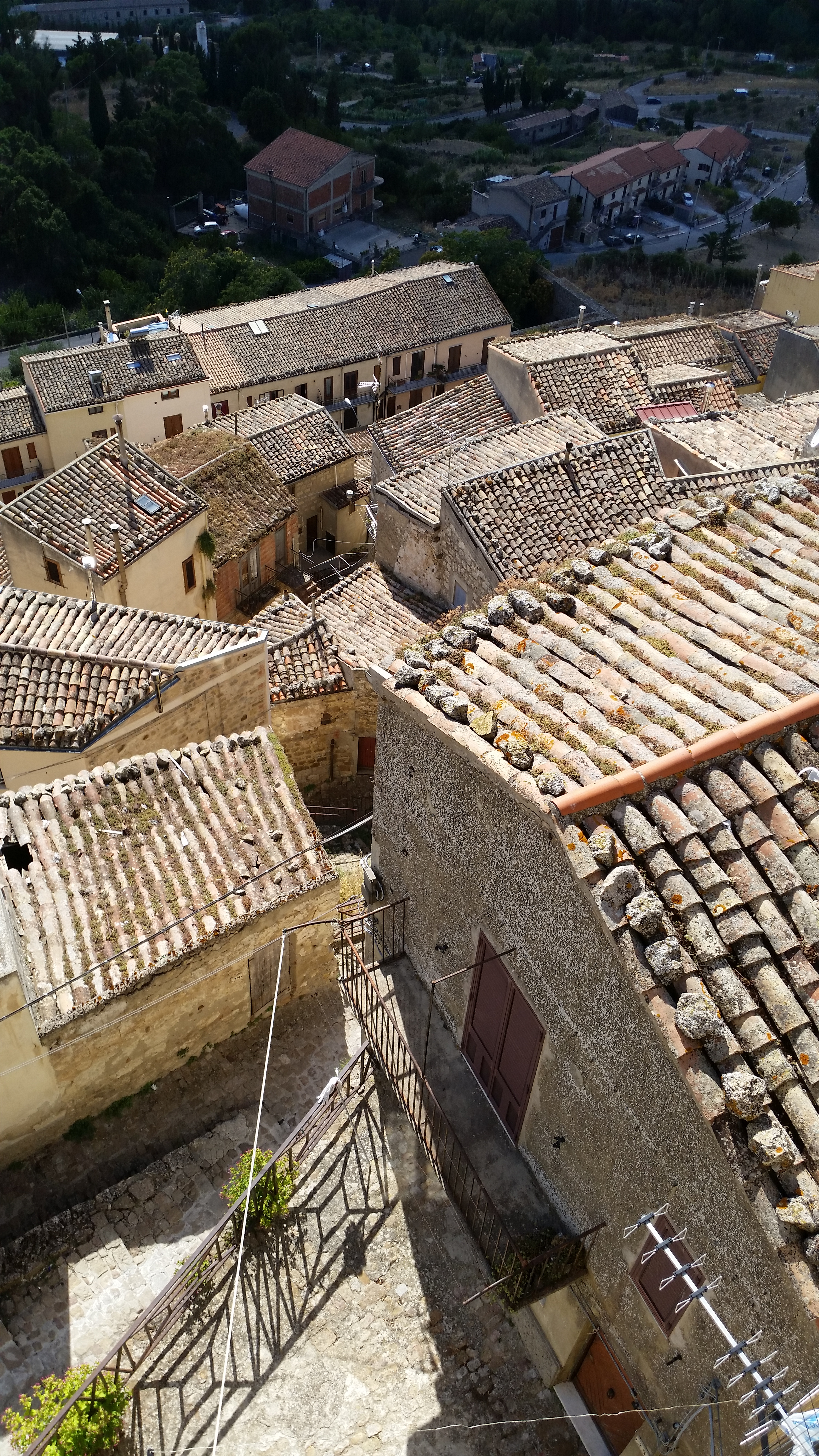
Daken van Petralia Sottana
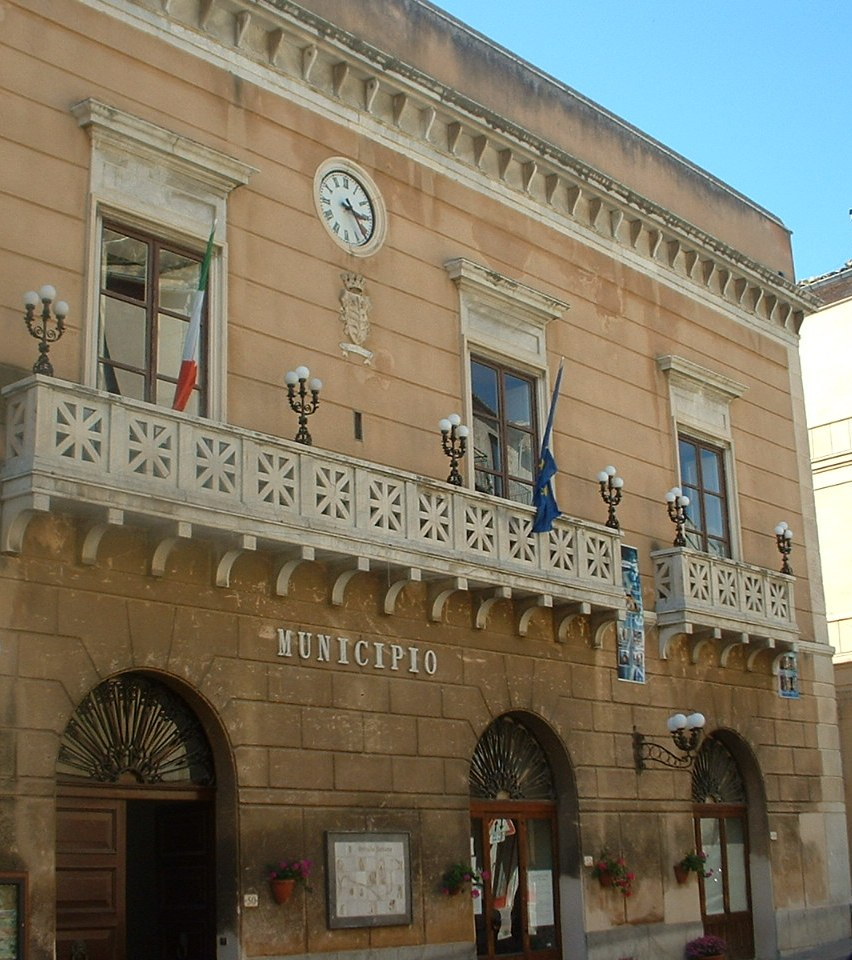
Gemeentehuis
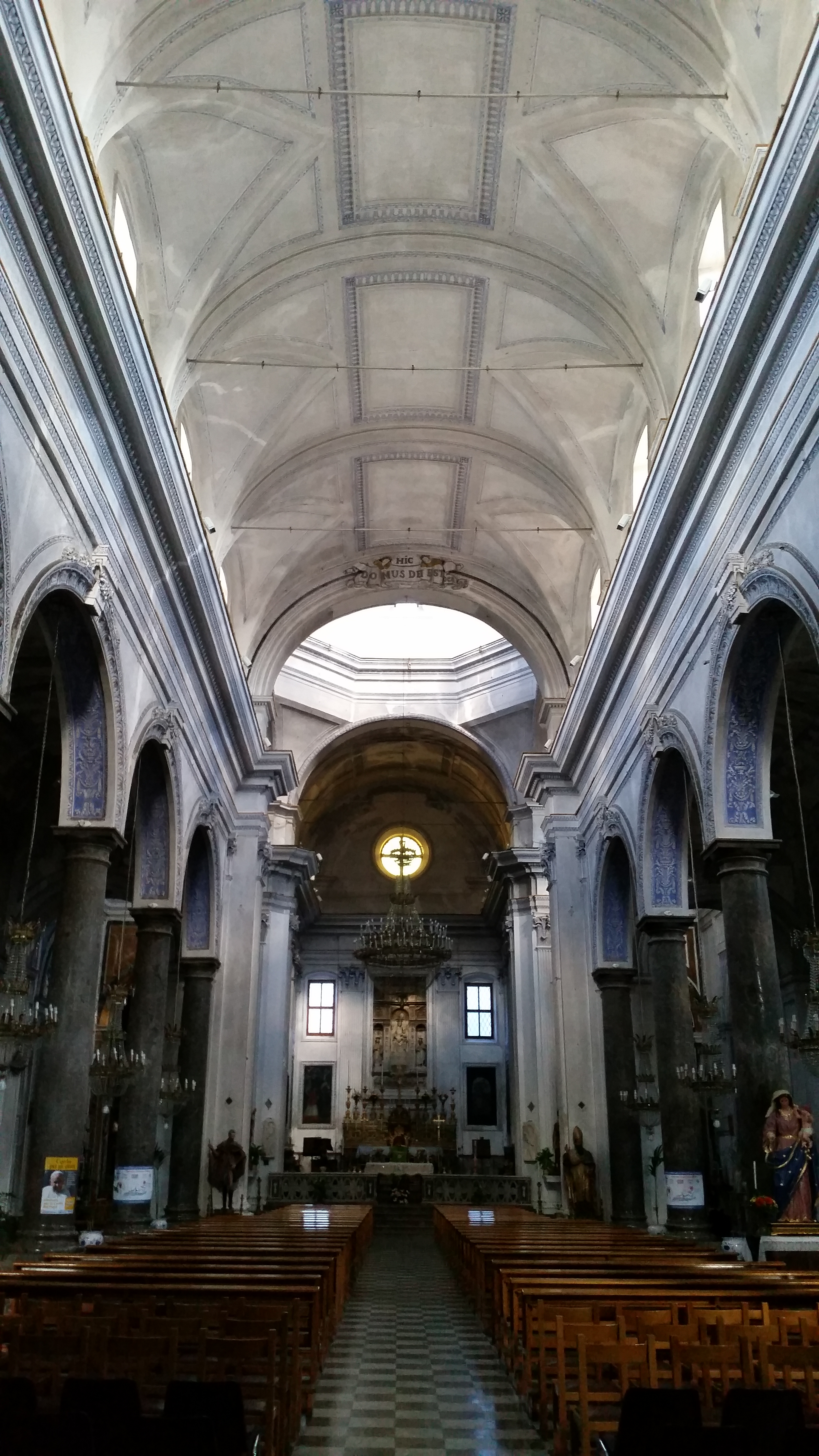
Kerk van Petralia Sottana (interieur)